# Liánovec kapský
Liánovec kapský (Thelotornis capensis) je jedovatý had z čeledi užovkovití. 

## Popis
Vyskytuje se v jižní a východní Africe, severní hranice jeho rozšíření zasahuje až na území Somálska. Obývá křovinaté savany, vinice i plantáže. Dosahuje délky okolo jednoho metru a hmotnosti 0,5 kg, rekordní změřený exemplář byl dlouhý 168 cm. Vyznačuje se velmi štíhlým tělem a protáhlou hlavou, má šedohnědé základní zbarvení s maskovacími černými a růžovými skvrnami. Je aktivní ve dne a loví v korunách stromů chameleony, ptáky a menší hady. Adaptací na stromové prostředí jsou horizontální zorničky, které mu umožňují stereoskopické viděni.
Liánovec kapský je vejcorodým druhem, který hnízdí ve větvích. Vejce jsou průměrně 36 mm dlouhá a 16 mm široká. Ve snůšce může být až třináct vajec.
Má zadní jedové zuby, jeho jed ovlivňuje faktor X a způsobuje silné vnitřní krvácení. Po uštknutí tímto hadem zemřel v roce 1975 německý herpetolog Robert Mertens. Dosud nebyl nalezen protijed a v případě uštknutí se doporučuje krevní transfuze.
Na českém území tento druh chová Zoologická zahrada Dvůr Králové.

## Systematika
Popsány jsou tři poddruhy:
- Thelotornis capensis capensis A. Smith, 1849
- Thelotornis capensis oatesi (Günther, 1881)
- Thelotornis capensis schilsi Derleyn, 1978